# Taxon actuel

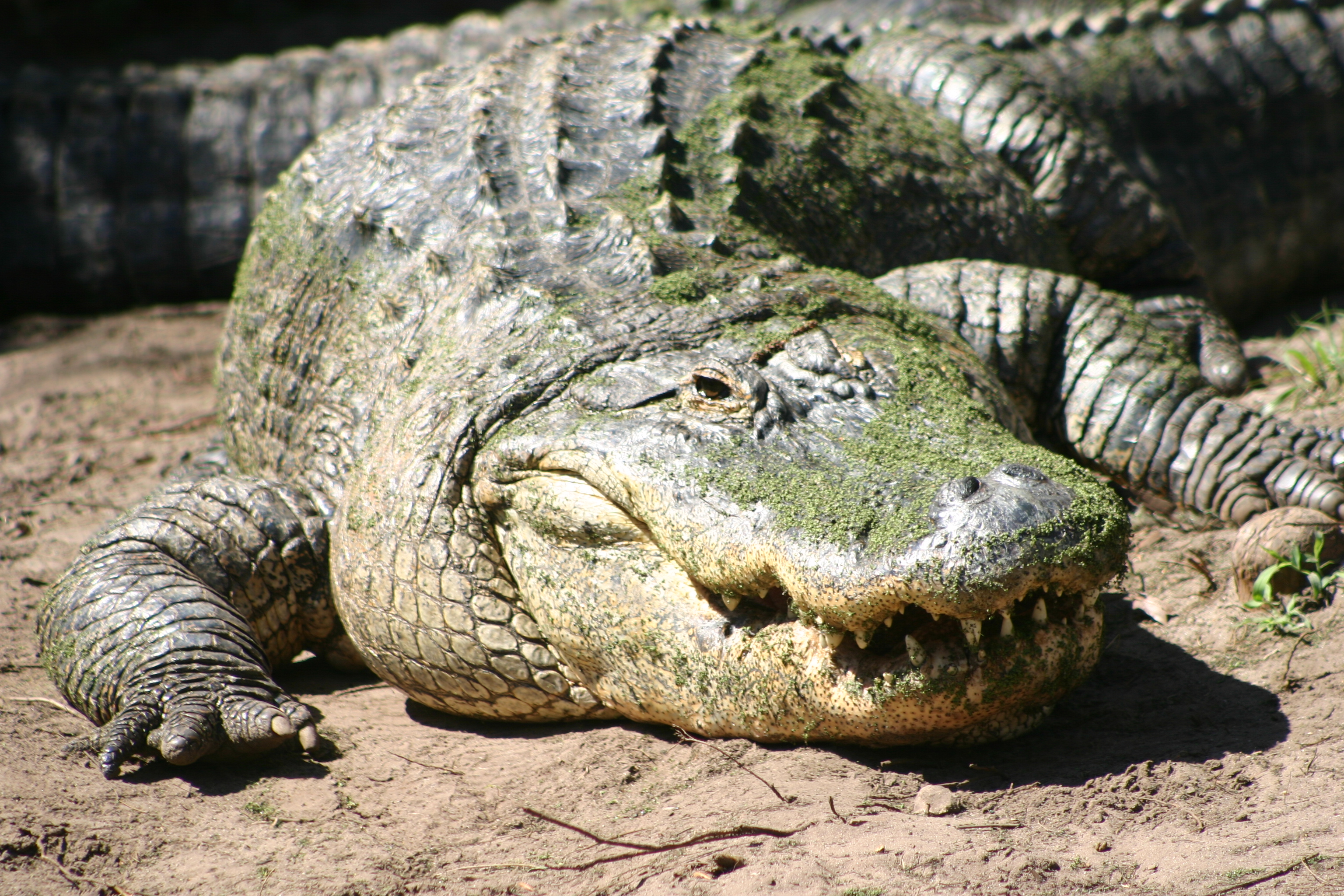
Il y a eu huit espèces différentes de caïmans dans le genre Alligator. Sur ces huit espèces, six sont aujourd'hui éteintes et seules deux sont encore existantes, c'est-à-dire éteintes ou non éteintes : le caïman de Chine et l'alligator d'Amérique du Nord.

Un taxon actuel, par opposition aux taxons éteints ou fossiles, est, en biologie, un taxon ayant des représentants vivants de nos jours, que l'entité soit une espèce, un genre, une famille, etc.
Le terme de « taxon actuel » ne doit pas être mis en opposition avec celui de « taxon obsolète » qui concerne une entité déclassée pour être placée dans une entité différente par une nouvelle classification.
En paléontologie, la « méthode de l'homologue vivant le plus proche » consiste à trouver le taxon actuel le plus proche possible du taxon fossile. Ce taxon actuel sert alors de modèle aux scientifiques pour en déduire les caractéristiques probables d'un taxon fossile, même s'il y a des incertitudes notamment sur les adaptations aux conditions climatiques de l'époque,.